# Podhale Amp Futbol Cup 2015
Podhale Amp Futbol Cup 2015 byl první ročník mezinárodního turnaje ve fotbale amputovaných, konal se 6. a 7. června 2015 v obcích Nowy Targ a Łapsze Niżne. Vítězem se stalo Polsko. Následující turnaj byl Podhale Amp Futbol Cup 2016.

## Zápasy
| 6. června 2015 |     |       |                                              |
| Polsko         | 1:0 | Irsko | Městský stadion Józefa Piłsudského Nowy Targ |
| Tomasz Miś     |     |       | Městský stadion Józefa Piłsudského Nowy Targ |

| 6. června 2015 |     |          |                                              |
| Nizozemsko     | 0:3 | Ukrajina | Městský stadion Józefa Piłsudského Nowy Targ |
|                |     |          | Městský stadion Józefa Piłsudského Nowy Targ |

| 6. června 2015 |     |       |                                              |
| Ukrajina       | 0:2 | Irsko | Městský stadion Józefa Piłsudského Nowy Targ |
|                |     |       | Městský stadion Józefa Piłsudského Nowy Targ |

| 6. června 2015                      |     |            |                                              |
| Polsko                              | 5:0 | Nizozemsko | Městský stadion Józefa Piłsudského Nowy Targ |
| Mateusz Kabała Sebastian Ziółkowski |     |            | Městský stadion Józefa Piłsudského Nowy Targ |

| 7. června 2015 |     |            |              |
| Irsko          | 4:0 | Nizozemsko | Łapsze Niżne |
|                |     |            | Łapsze Niżne |

| 7. června 2015                                 |     |                        |              |
| Polsko                                         | 3:1 | Ukrajina               | Łapsze Niżne |
| Bartosz Łastowski 35' 40' Rafał Bieńkowski 36' |     | 13' Anatolij Medvediuk | Łapsze Niżne |

| #                | Tým        | B | Z | V | R | P | VG | OG | +/- |
| ---------------- | ---------- | - | - | - | - | - | -- | -- | --- |
| Zlatá medaile    | Polsko     | 9 | 3 | 3 | 0 | 0 | 9  | 1  | +8  |
| Stříbrná medaile | Irsko      | 6 | 3 | 2 | 0 | 1 | 6  | 1  | +5  |
| Bronzová medaile | Ukrajina   | 3 | 3 | 1 | 0 | 2 | 6  | 5  | +1  |
| 4.               | Nizozemsko | 0 | 3 | 0 | 0 | 3 | 0  | 14 | -14 |